# Skyttorp
Skyttorp är en tätort längs Ostkustbanan, 30 km norr om Uppsala längs väg 290 mot Österbybruk, i Tensta socken i norra delen av Uppsala kommun.

## Historia
Namnet Skyttorp härrör troligen från 1600-talet då en person som kallades "Mats Skytt" var anställd som jägare vid Salsta. 
Mats Skytt bodde i ett torp som kallades Skyttorps gård.
Järnvägen kom till Skyttorp redan 1874 med ett växlingsspår för utlastning av skogsprodukter. Nuvarande stationshus slutfördes 1898 för att ge plats åt alla resenärer från omkringliggande bygd, och är privatägd fastighet sedan 1975. 
Perrongerna för regionaltågen (Mälartåg) och den nya, större busshållplatsen slutfördes i början på 1990-talet. 

### Befolkningsutveckling
| Befolkningsutvecklingen i Skyttorp 1950–2020 | Befolkningsutvecklingen i Skyttorp 1950–2020 | Befolkningsutvecklingen i Skyttorp 1950–2020 | Befolkningsutvecklingen i Skyttorp 1950–2020 | Befolkningsutvecklingen i Skyttorp 1950–2020 |
| -------------------------------------------- | -------------------------------------------- | -------------------------------------------- | -------------------------------------------- | -------------------------------------------- |
|                                              |                                              |                                              |                                              |                                              |
| År                                           |                                              |                                              | Folkmängd                                    | Areal (ha)                                   |
| 1950                                         | 1950                                         |                                              | 349                                          |                                              |
| 1960                                         | 1960                                         |                                              | 336                                          |                                              |
| 1965                                         | 1965                                         |                                              | 384                                          |                                              |
| 1970                                         | 1970                                         |                                              | 467                                          |                                              |
| 1975                                         | 1975                                         |                                              | 500                                          |                                              |
| 1980                                         | 1980                                         |                                              | 483                                          |                                              |
| 1990                                         | 1990                                         |                                              | 554                                          | 85                                           |
| 1995                                         | 1995                                         |                                              | 652                                          | 89                                           |
| 2000                                         | 2000                                         |                                              | 631                                          | 89                                           |
| 2005                                         | 2005                                         |                                              | 664                                          | 89                                           |
| 2010                                         | 2010                                         |                                              | 666                                          | 89                                           |
| 2015                                         | 2015                                         |                                              | 636                                          | 102                                          |
| 2018                                         | 2018                                         |                                              | 632                                          | 88                                           |
| 2020                                         | 2020                                         |                                              | 641                                          | 84                                           |
|                                              |                                              |                                              |                                              |                                              |

## Samhället
På orten finns en deltidsbrandstation, bilhandel, maskinmuseum, maskinhandel, bensinmack, frisör, pizzeria, fritidsgård, daghem och grundskola för årskurserna 1-6.

## Kommunikationer
Skyttorp har goda allmänna kommunikationer till Uppsala, Gävle, Tierp och Österbybruk. Mälartåg från och till Uppsala stannar i Skyttorp. Det är en av fyra tågstationer med reguljär persontrafik i Uppsala kommun. UL-buss nummer 823 som går mellan Uppsala-Österbybruk stannar vid stationen.

## Idrott
I Skyttorp finns idrottsföreningen Skyttorps IF, med egen klubblokal, samt fotbollsplan och elljusspår.